# Antonio Pérez Reina
Antonio Pérez Reina (Madrid, 24 de març de 1961) és un muntatgista i editor de cinema espanyol, candidat al Goya al millor muntatge.
Va debutar com a ajudant d'editor a Tigres de papel (1977) de Fernando Colomo, i com a editor de cinema amb Delirios de amor (1986) de Luis Eduardo Aute. Ha treballat amb directors com Pedro Almodóvar (com a ajudant d'edició a La ley del deseo), Imanol Uribe (com a ajudant d'edició a El proceso de Burgos el 1978, La fuga de Segovia el 1981 i la conquista de Albania el 1984), Eloy de la Iglesia (com ajudant d'editor a El diputado el 1978, Miedo a salir de noche o El pico 2) o Luis Filipe Rocha (com a editor a Adeus, pai el 1996 i A Outra Margem el 2007).
El 2004 fou nominat al Goya al millor muntatge per Frío sol de invierno i el 2017 fou nominat per Cinzento e Negro de Luis Filipe Rocha, amb la qual fou nominat al millor muntatge als premis CinEuphoria i als Premis Sophia de l'Acadèmia de Cinema Portuguesa.